# Wearewhoweare
Wearewhoweare is een studioalbum van Pallas. De muziekgroep bevond zich ten tijde van het album al jaren in de marge van progressieve rock. Het voorgaande album dateerde al van drie jaar eerder, XXV en werd gevolgd door drie livealbums. Zonder platenlabel was het alleen nog mogelijk via crowdfunding via indiegogo een album op te nemen, aldus geschiedde. Het album was in eerste instantie uitsluitend via Bandcamp te bestellen, maar was later ook via de internetwinkels te koop.
Pallas nam het album op in The Mill geluidsstudio in Banchory, nabij Aberdeen. De studio is gevestigd in de Mill of Hirn.
na het album kwam er negen jaar geen nieuw materieel van de band; men vreesde voor opheffing, maar in 2023 kwam The messenger; ALan Reed is dan weer zanger.

## Musici
- Paul Mackie – zang
- Graeme Murray – basgitaar, baspedalen, zang
- Niall Mathewson – gitaar (ook geluidstechnicus)
- Ronnie Brown – toetsinstrumenten, zang
- Colin Fraser, zang

## Muziek
| Nr. | Titel             | Duur |
| --- | ----------------- | ---- |
| 1.  | Shadow of the sun | 7:39 |
| 2.  | New life          | 4:51 |
| 3.  | Harvest moon      | 7:19 |
| 4.  | And I wonder why  | 7:05 |
| 5.  | Dominion          | 9:09 |
| 6.  | Wake up call      | 6:33 |
| 7.  | In cold blood     | 3:52 |
| 8.  | Winter is coming  | 8:00 |